# Nati nel 1294
| Questa pagina contiene informazioni ricavate automaticamente dalle voci biografiche con l'ausilio del template Bio e di un bot. L'aggiornamento è periodico e automatico e ricostruisce completamente la pagina. Se manca una persona in questa lista, sei pregato di non aggiungerla, ma accertati piuttosto che la sua voce biografica contenga il template Bio e che i dati anagrafici siano correttamente compilati. Se il template Bio manca, inseriscilo tu stesso o, in alternativa, metti l'avviso {{tmp\|Bio}} che ne segnala la mancanza. Se i dati riportati sono sbagliati, correggi direttamente la voce biografica; le modifiche saranno visibili in questa lista entro pochi giorni. Per chiarimenti vedi il progetto biografie. La lista contiene solo le 12 persone che sono citate nell'enciclopedia e per le quali è stato implementato correttamente il template Bio. Pagina aggiornata al 2 mag 2025. |

- 8 marzo - Enrico VI il Buono, nobile polacco († 1335)
- 18 giugno - Carlo IV di Francia, sovrano († 1328)
- 14 luglio - Obizzo III d'Este, politico italiano († 1352)
- Caterina di Bosnia, Grand Principessa di Hum, principessa bosniaca († 1355)
- Giovanna di Valois, nobile francese († 1342)
- Giovanni di Gravina, conte italiano († 1336)
- Kusunoki Masashige, militare giapponese († 1336)
- Narimantas, nobile lituano († 1348)
- Roger de Pins († 1365)
- Argentina Spinola, nobildonna italiana († 1338)
- Ugo V di Borgogna, re († 1315)
- Marsilio da Carrara, politico italiano († 1338)